# La Campana de Gràcia
|  | Aquest article tracta sobre la revista. Vegeu-ne altres significats a «Campanar de Gràcia». |

La Campana de Gràcia fou un setmanari satíric, republicà i anticlerical. Fundat per Innocenci López i Bernagossi el 8 de maig de 1870, s'edità durant més de 64 anys, fins al 12 d'octubre de 1934. Sota el títol duia l’explicació següent: «Setmanari bilingüe. Donará una batallada cada setmana».
Nascut com a setmanari bilingüe, només emprà el castellà en algun escrit dels primers anys. Més interessat per la política estatal que per la catalana, criticà les accions catalanistes. Però anà modificant la seva actitud, ajudà el moviment de Solidaritat Catalana i feu una política catalana d'esquerres entre la classe obrera. Des del 2 de juliol de 1932 fins a la seva desaparició, fou propietat d'ERC. La dirigiren, entre d'altres, Antoni Serra, Josep Roca i Roca, Prudenci Bertrana i Màrius Aguilar. Hi col·laboraven escriptors i polítics com ara Valentí Almirall, Frederic Soler, Conrad Roure, Gabriel Alomar i Villalonga, Ángel Pestaña, Joan Puig i Ferreter, i els dibuixants Tomàs Padró, Apel·les Mestres, Manuel Moliné, Josep Lluís Pellicer, Llorenç Brunet, Pere Ynglada (Yda), Josep Costa (Picarol) i Ricard Opisso.

## Història
Innocenci López i Bernagossi, el seu fundador, era l'editor de moltes publicacions periòdiques de l'època. Valentí Almirall va ser qui va proposar el nom de la publicació, ja que era un setmanari molt lligat al municipi de Gràcia, que va ser independent fins al 1897, quan va quedar annexionat a Barcelona. El títol recordava una crida a la resistència pels tocs de la campana de la Plaça d'Orient, dos mesos abans, a la vila de Gràcia, durant la Revolta de les Quintes (1870), quan el municipi es va oposar a la demanda del Govern de portar obligatòriament els joves a l'Exèrcit. El general Eugenio Gaminde va ser l'encarregat d'imposar-se a la força, i va ser llavors quan els de Gràcia van ser cridats a la resistència pels tocs de la campana. Els militars la van disparar repetidament amb els canons, però la campana no va deixar de tocar. La campana es va convertir en un símbol de resistència i del federalisme que defensaven molts dels veïns.

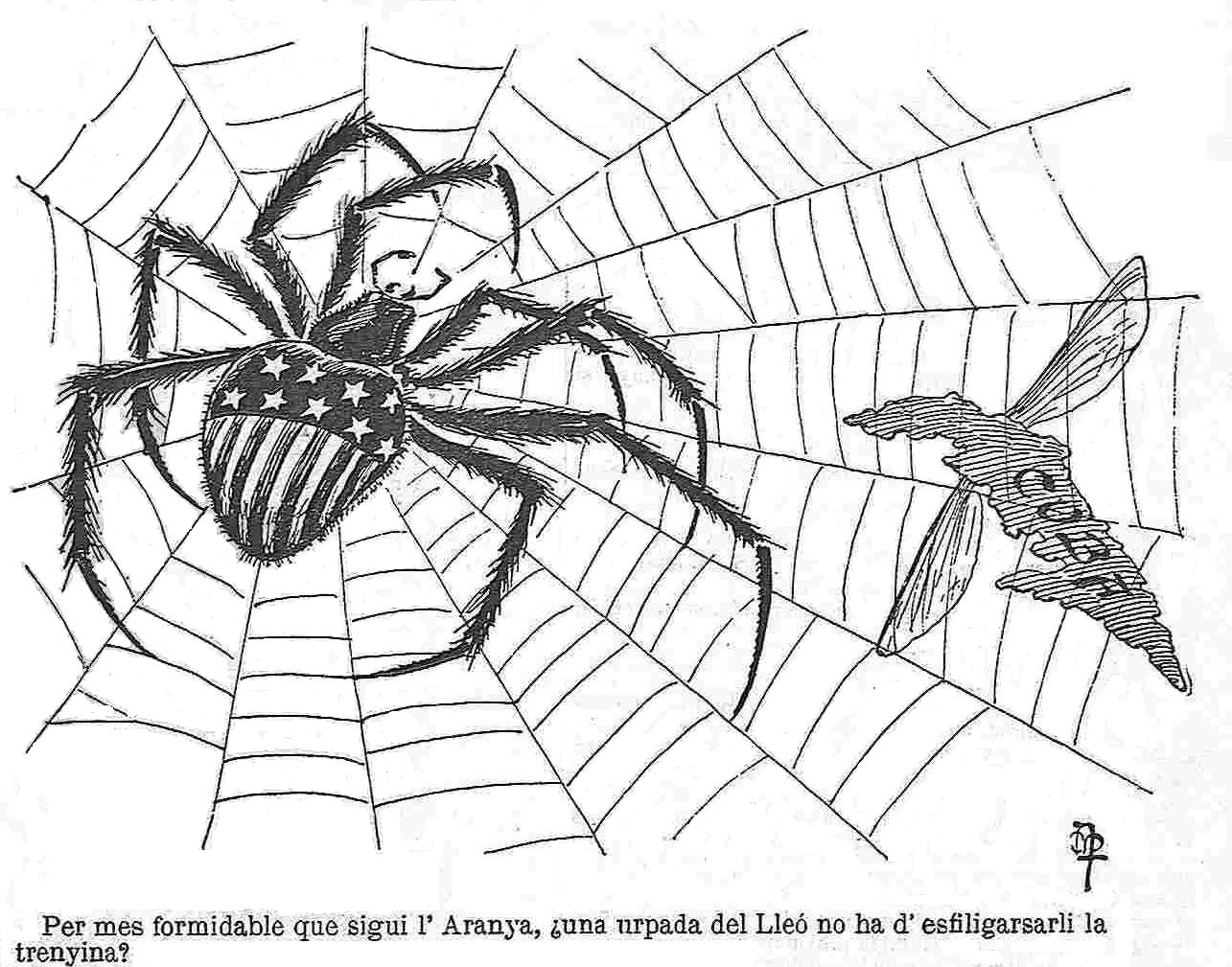
Dibuix satíric (1896) sobre la Guerra de Cuba.

Tot i declar-se com a setmanari bilingüe, només feia servir el castellà en alguns escrits dels primers anys. Això va canviar els següents anys, ja alternant l'ús del català i del castellà. Es va publicar durant més de 64 anys (3.403 números que, a les portades, s'anomenaven "batallades"). El seu format era de 2,5 x 20,9 cm i 4 pàgines a dos columnes. Amb el pas dels anys va augmentar el nombre de pàgines, van disminuir les dimensions i el preu va augmentar segons les circumstàncies del mercat.
Es tractava d'una publicació interessada en la política, tot i que sempre des d'un punt de vista satíric. Políticament, primer va ser proper a Pi i Margall, republicà moderat durant la Primera República, i seguidor de Castelar durant la restauració monàrquica. Estava més interessat en la política estatal que per la catalana, i va criticar les accions catalanistes, tret dels Jocs Florals. Tot i així, va anar modificant la seva actitud fins que va ajudar el moviment de Solidaritat Catalana, blasmà el lerrouxisme i va fer una política catalana d'esquerres entre la classe obrera, això ja sota el nom de L'Esquella de la Torratxa.
L'abril de 1872 la monarquia d'Amadeu I d'Espanya estava a punt de caure i s'havia proclamat l'estat de setge per un nou aixecament carlí, sota aquestes circumstàncies el govern va decidir suspendre la publicació. El número 106 de La Campana va ser prohibit. Llavors, el seu editor va dir: "Està bé; no volen sentir campanades, car sentiran esquellots". Així, des del 6 al 26 de maig de 1872 i de l'1 de novembre al 6 de desembre de 1874 es va substituir per L'Esquella de la Torratxa, publicació succedània de La Campana, amb els mateixos col·laboradors i dibuixants i els mateixos format, mida i composició, que també es va suspendre, i encara es va crear una tercera revista, La Tomasa (nom d'una altra famosa campana de Barcelona), que va viure del 30 de maig al 16 de juny de 1872.
Finalment es va poder restablir la publicació de La Campana fins que, poc abans de la Restauració borbònica, la revista va tornar a ensopegar amb la censura i va ser suspesa de nou (en el número 241 del 8 de novembre de 1874). Es va tornar a la tàctica de publicar L'Esquella, que va sortir de nou durant quatre números. Una tercera vegada, a principis de 1879, es va tornar a repetir la suspensió però, en aquella ocasió, López va seguir editant les dues revistes. Des d'aquell moment la història de les dues publicacions es barreja i conflueix, ja que compartiren editor, director, escriptors, dibuixants i impremtes fins al 1932. Aquell any van canviar de propietari i, si bé La Campana va deixar d'aparèixer el 1934, L'Esquella va sobreviure tota la guerra fins a l'arribada dels nacionals a Barcelona el gener de 1939.
La publicació va començar a ser impresa per Imp. de la Viuda e Hijos de Gaspar, a partir del desembre de 1891; l'impressor va ser A. López Robert i, a partir del maig del 1900, Lluis Tasso, encara que el mes d'octubre del mateix any, l'impressor va passar a ser Estampa de La Campana La Esquella.

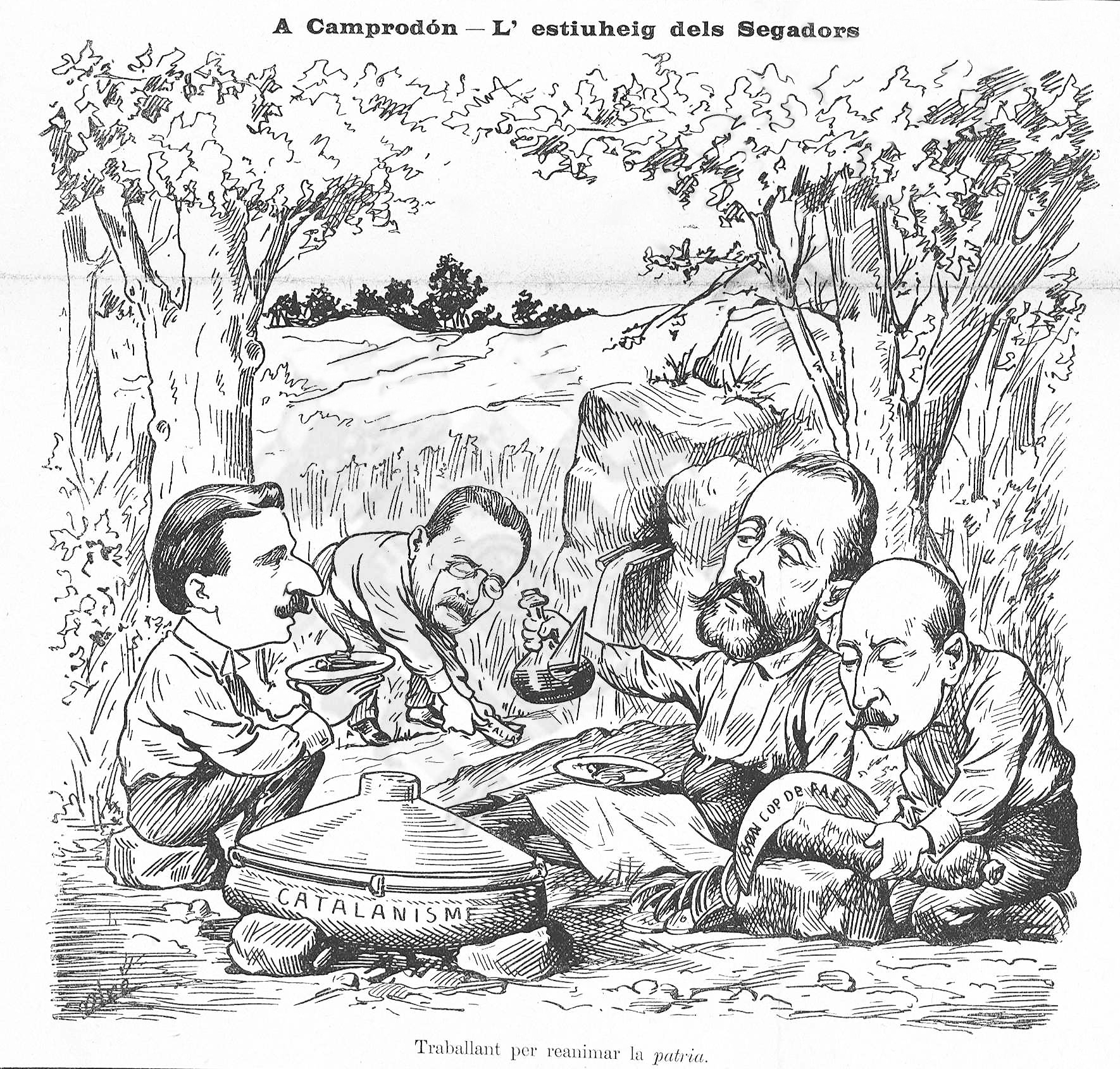
Il·lustració de Ramon Miró (1901)

El tiratge inicial fou de 3.000 exemplars i en pocs mesos ja havia arribat als 5.000. En cinc anys el tiratge se situava en una mitjana de 10.000 exemplars, i el 1888, en el número 1.000, el tiratge ordinari estava sobre els 22.000 exemplars setmanals. L'any 1903 consten 30.000 exemplars setmanals per a La Campana i 22.000 per a L'Esquella. Són xifres de rècord si tenim en compte la població i l'elevat nivell d'analfabetisme de l'època.
Més de la meitat de la seva existència, La Campana de Gràcia fou dirigida per Josep Roca i Roca, que va deixar el càrrec el 1907, poc després de publicar el número 2.000 de la revista, per desavinences amb Antoni López i Benturas, fill del fundador i editor de la revista, Innocenci López, que va morir el 22 de setembre de 1895. Antoni va passar al capdavant de la Llibreria Espanyola i el negoci editorial i va introduir, a poc a poc, diverses millores a les dues publicacions.
Entre la llarga llista de periodistes i col·laboradors de la revista hi trobem a Eduard Aulés, Conrad Roure, Rossend Arús, Valentí Almirall, Josep Verdú, Josep Barbany (Pepet del Carril), Prudenci Bertrana, Márius Aguilar (Paradox), Gabriel Alomar, Joan Serra i Constansó (Jep de Jespus), Antoni Rovira i Virgili (Wifred), Juli Francesc Guibernau (C. Gumà), Josep Burgas (Fra Noi), Joan Puig i Ferrater, Àngel Samblancat, Joan Maragall, Santiago Rusiñol, Àngel Guimerà, José Nakens, Ferran Canyameres, Domènec de Bellmunt, Lluís Capdevila, Ángel Pestaña, Francesc Madrid, Lluís Companys o Josep Maria Massip.

Imatge de la capçalera al 1903, per Apeles Mestres

Els dibuixants van esdevenir no només un dels principals reclams de la revista sinó també un dels més importants senyals d'identitat. Tan sols per la seva col·lecció de dibuixos, La Campana de Gràcia ja es podria considerar una de les joies de la premsa satírica arreu del món. En els primers anys Tomàs Padró es va ocupar gairebé exclusivament de la il·lustració de la revista. A la seva mort el va substituir Apel·les Mestres i, més endavant, abans del canvi de segle, hi trobem artistes com Manuel Moliné, Ramon Miró, Josep Lluís Pellicer, Marià Foix, Jaume Pahissa, Ramon Escaler, Oleguer Junyent, Llorenç Brunet i Joan Pellicer Montseny, entre molts d'altres. Amb el canvi de segle, es va anar renovant progressivament la plantilla de dibuixants, on podem destacar-hi a Josep Costa àlies Picarol, que va ser el dibuixant més prolífic de la revista al llarg de més de trenta anys, Opisso, Apa, Bon, Bagaria, Xirinius, Pascual Capuz, Xavier Gosé, Passarell o Nicanor Vázquez.
En els darrers anys, després de la mort d'Antoni López el 1931, els seus hereus es van vendre la revista, que va passar a ser editada per ERC des del 2 de juliol de 1932. La revista va modificar el seu format i era més política que satírica, publicant articles dels principals líders d'ERC. En aquella breu etapa hi dibuixaren autors com Josep Escobar i Saliente, Roqueta, Tísner, Bartolí, Cabrero Arnal, Ramiro Mondragón del Río, Anem, Alloza, Shum o Melcior Niubo ("NIU"). La revista va ser prohibida per les autoritats arran dels fets d'octubre de 1934, després dels empresonaments de membres d'ERC.

## Fons gràfic
L'Arxiu Històric de la Ciutat de Barcelona (AHCB) conserva en el seu fons documental 1.342 originals de dibuixants que col·laboraren a les pàgines de La Campana de Gràcia, entre 1888 i 1930: Llorenç Brunet i Forroll (1873-1939), Marià Foix i Prats (1860-1914), Joan Llopart i Tresserres (1858-1937), Ramon Miró Folguera (1864-1927), Ramiro Mondragón, Ricard Opisso i Sala (1880-1966), Josep Lluís Pellicer i Fenyé (1842-1901), Joan Pellicer Montseny (1863-1914), Josep Costa i Ferrer, Picarol (1876-1971) i Pere Ynglada Sallent, Yda (1881-1951), entre d'altres.
D'aquests 1.342 dibuixos, 818, el 60,9% són originals de Picarol, els quals abasten el període 1903-1930. A molta distància el segueixen Ramon Miró amb 83, Joan Pellicer amb 25, i Nicanor Vázquez i Ubach (1861-1930) i Ramiro Mondragón amb 10 cada un.